# Émile-Joseph-Maurice Chevé
Émile-Joseph-Maurice Chevé (31. května 1804 – 25. srpna 1864) byl francouzský hudební teoretik a učitel hudby.

## Životopis
Narodil se 31. května 1804 ve francouzské obci Douarnenez. V 16 letech vstoupil do námořní pěchoty, kde se kvalifikoval na lékaře a chirurga. V roce 1835 se vrátil do Paříže, kde studoval medicínu a matematiku. Navštěvoval také kurz vedený Aimé Parisem, který propagoval systém notového zápisu zděděný po Pierru Galinovi. Tato metoda ho velmi zaujala, a když se nakonec oženil s Parisovou sestrou Nanine Parisovou, propagoval a rozvíjel ji společně s Parisem. Tento systém se dodnes používá například v Číně. Jedná se o známý číslovaný notový zápis.
Od roku 1844 vedl v Paříži více než 150 kurzů této metody. Se svou ženou také vydal řadu učebnic.
Jeho syn Amand Chevé pokračoval v jeho zájmu o tento systém. Pod vedením Johna Curwena se systém dostal do anglicky mluvícího světa a Lowell Mason jej přenesl do Spojených států. O sto let později tento systém adaptoval maďarský hudební pedagog Zoltán Kodály ve své metodě.
Zemřel 25. srpna 1864 v Fontenay-le-Comte. Bylo mu 60 let.

## Dílo
- Méthode élémentaire de musique vocale, théorie et pratique, chiffrée et portée
- Méthode d'harmonie et de composition
- 800 duos gradués
- Méthode élémentaire de piano
- Appel au bon sens de toutes les nations qui désirent voir se généraliser chez elles l'enseignement musical
- Protestation adressée au comité central d'instruction primaire de la ville de Paris, contre un rapport de la Commission de chant
- La routine et le bon sens
- Coup de grâce à la routine musicale